# Tolox
Tolox é um município da Espanha na província de Málaga, comunidade autónoma da Andaluzia, de área 94 km² com população de 2336 habitantes (2004) e densidade populacional de 23,84 hab/km².
Em seu território fica o Balneário de tolox.

## Demografia
| Variação demográfica do município entre 1991 e 2004 | Variação demográfica do município entre 1991 e 2004 | Variação demográfica do município entre 1991 e 2004 | Variação demográfica do município entre 1991 e 2004 |
| --------------------------------------------------- | --------------------------------------------------- | --------------------------------------------------- | --------------------------------------------------- |
| 1991                                                | 1996                                                | 2001                                                | 2004                                                |
| 3108                                                | 2571                                                | 2239                                                | 2246                                                |